# Carl-von-Basedow-Klinikum
Das Carl-von-Basedow-Klinikum ist ein Krankenhaus im südlichen Sachsen-Anhalt. In der Tradition der vereinten Kreiskrankenhäuser von Merseburg und Querfurt sichert das Klinikum die medizinische Versorgung im Saalekreis ab. Das Klinikum ist nach dem Mediziner Carl von Basedow benannt, der viele Jahre in Merseburg wirkte. Geschäftsführer ist Lutz Heimann, der Ärztliche Direktor ist Alexander Schütte.

## Standorte
Das Carl-von-Basedow-Klinikum unterhält Standorte in Merseburg und Querfurt.

## Geschichte
Das Carl-von-Basedow-Klinikum geht auf die Kreiskrankenhäuser Querfurt und Merseburg zurück, die 1902 bzw. 1909 gegründet wurden. Vor allem nach dem Zweiten Weltkrieg wurden die Kapazitäten beider Häuser massiv ausgebaut. Die Kliniken des Krankenhauses Querfurt verteilten sich schließlich auf drei Standorte in der Stadt. Das Merseburger Kreiskrankenhaus hatte Außenstellen in der Stadt sowie bis 1975 im benachbarten Bad Dürrenberg. Der Umzug in das architektonisch markante, ehemalige Gebäude der Landesversicherungsanstalt 1956 bescherte dem Klinikum, das 1957 offiziell nach Carl von Basedow benannt wurde, den Spitznamen „Säulenkrankenhaus“. Im Anschluss an die Kreisreform in Sachsen-Anhalt 1994 wurden beide Krankenhäuser 1996 zusammengelegt und weiter ausgebaut.

## Krankenversorgung
Das Carl-von-Basedow-Klinikum ist das einzige Krankenhaus im Landkreis Saalekreis. Mit ca. 626 Betten ist es von großer regionaler Bedeutung für die medizinische Versorgung im südlichen Sachsen-Anhalt. Jährlich werden circa 23.000 Patienten stationär behandelt und etwa dieselbe Anzahl ambulant versorgt.

## Forschung
Das Carl-von-Basedow-Klinikum ist ein Akademisches Lehrkrankenhaus der Martin-Luther-Universität Halle-Wittenberg.

## Übersicht der Kliniken und Abteilungen

### Kliniken des Carl-von-Basedow-Klinikums
Das Klinikum verfügt über 16 Kliniken zur medizinischen Schwerpunktversorgung. Diese sind in fünf Zentren zusammengefasst:
•	Zentrum für Intensiv- und Notfallmedizin, Anästhesiologie und Schmerztherapie
•	Zentrum für Innere Medizin
•	Zentrum für operative Medizin
•	Zentrum für Mütter, Kinder und Jugendliche
•	Zentrum für psychosoziale Medizin

### Praxen des Medizinisches Versorgungszentrums
Das angegliederte Medizinische Versorgungszentrum (MVZ) ist eine Tochtergesellschaft des Klinikums. Die einzelnen Praxen des MVZ befinden sich zum Teil in räumlicher Nähe zu den Klinikstandorten in Merseburg und Querfurt und darüber hinaus in Angersdorf, Bad Lauchstädt und Braunsbedra.